# Protopodocarpoxylon haciniensis
Protopodocarpoxylon haciniensis, especie vegetal cretácica descubierta en Hacinas por el equipo del profesor Luis García Esteban. El yacimiento en el que se encontró puede ser el más importante de Europa.
El equipo descubridor espera poder seguir investigando en los pueblos cercanos de Castrillo de la Reina, Cabezón de la Sierra y otros del entorno.